# Neuvilly-en-Argonne
Neuvilly-en-Argonne ist eine französische Gemeinde mit 227 Einwohnern (Stand: 1. Januar 2022) im Département Meuse in der Region Grand Est. Sie gehört zum Arrondissement Verdun, zum Kanton Clermont-en-Argonne und zum Kommunalverband Centre Argonne.

## Geographie
Neuvilly-en-Argonne liegt im Südosten der Argonnen, etwa 20 Kilometer westlich von Verdun an der Aire. Umgeben wird Neuvilly-en-Argonne von den Nachbargemeinden Boureuilles im Norden, Aubréville im Osten und Südosten, Clermont-en-Argonne im Süden, Le Claon im Südwesten und Westen sowie Lachalade im Nordwesten.

## Bevölkerungsentwicklung
| Jahr                       | 1962 | 1968 | 1975 | 1982 | 1990 | 1999 | 2006 | 2019 |
| Einwohner                  | 290  | 270  | 225  | 214  | 200  | 199  | 204  | 216  |
| Quellen: Cassini und INSEE |      |      |      |      |      |      |      |      |

## Sehenswürdigkeiten
- Schloss und Gutshof Abancourt